# Distrikt Choros
Der Distrikt Choros liegt in der Provinz Cutervo in der Region Cajamarca im Norden Perus. Der Distrikt wurde am 2. Januar 1857 gegründet. Er besitzt eine Fläche von 259 km². Beim Zensus 2017 wurden 3317 Einwohner gezählt. Im Jahr 1993 lag die Einwohnerzahl bei 3753, im Jahr 2007 bei 3566. Sitz der Distriktverwaltung ist die 463 m hoch gelegene Ortschaft Choros mit 363 Einwohnern (Stand 2017). Choros befindet sich 55 km nordnordöstlich der Provinzhauptstadt Cutervo.

## Geographische Lage
Der Distrikt Choros befindet sich an der Ostflanke der peruanischen Westkordillere im Nordosten der Provinz Cutervo. Der Distrikt liegt zwischen den Flüssen Río Chamaya im Nordwesten und Norden und dem Río Marañón im Nordosten.
Der Distrikt Choros grenzt im Westen und im Nordwesten an die Distrikte Colasay, Jaén und Bellavista (alle drei in der Provinz Jaén), im Nordosten an den Distrikt Cumba (Provinz Utcubamba), im Südosten an den Distrikt Toribio Casanova sowie im Süden an den Distrikt Pimpingos.

## Ortschaften
Neben dem Hauptort gibt es folgende größere Ortschaften im Distrikt:
- Cuyca
- El Rollo
- Mesarrume
- San Pedro
- Vista Alegre